# Almindelig rødært
Almindelig rødært (Lycogala epidendrum) er en slimsvamp som typisk lever i rådne træstubbe hvorpå den danner ærtestore kugler (sporangier) som i begyndelsen er lyserøde, men som ved modenhed bliver grå eller brunlige og indeholder gråviolette sporer. Almindelig rødært er almindeligt forekommende i Danmark.
På trods af udseendet og navnet er der hverken tale om svampe eller planter, idet slimsvampe hører til svampedyrene som igen hører til riget protozoer.